# ریزه پیو ایکس
ریزه پیو ایکس (به ایتالیایی: Riese Pio X) یک کومونه در ایتالیا است که در استان ترویزو واقع شده‌است.

## خصوصیات
ریزه پیو ایکس ۳۰ کیلومترمربع مساحت و ۹٬۶۳۱ نفر جمعیت دارد و ۶۵ متر بالاتر از سطح دریا واقع شده‌است.